# ChatZilla
ChatZilla ist ein freier IRC-Client für verschiedene Versionen des Mozilla-Browsers mit Gecko Engine.
Es wurde in JavaScript und XUL von Robert Ginda geschrieben und funktioniert mit jedem Betriebssystem, auf dem der Mozilla-Browser läuft. (Unter anderem macOS, Linux, Windows, Solaris, IRIX, BeOS, HP-UX, OS/2 und BSD.) Das Programm unterstützt die gängigen IRC-Funktionen, darunter CTCP, DCC, mIRC-Farben usw. Das Erscheinungsbild der Nachrichten lässt sich einfach per CSS ändern. ChatZilla wird mit SeaMonkey (Projekt aus der Mozilla Suite) ausgeliefert, ist aber auch als Erweiterung für Mozilla Firefox (bis 57 Gecko) und andere Mozilla-basierte Browser verfügbar.
Seit Firefox 57  (Quantum) 2018 ist Chatzilla  nicht mehr als Browser-Erweiterung verfügbar.
Seitdem besitzt Mozilla Thunderbird (ab 60) eine eigene Chat-Komponente.
Des Weiteren lässt sich ChatZilla mit dem XULRunner als stand-alone Version betreiben.
Ähnlich wie bei mIRC lassen sich auch bei ChatZilla Skripte unter JavaScript einbinden, die zusätzliche Funktionen bereitstellen. Da die gesamte Mozilla-API zur Verfügung steht, sind sehr umfangreiche und mächtige Skripte möglich. Aufgrund des im Vergleich zu mIRC recht jungen Alters und der geringen Verbreitung sind jedoch nicht ganz so viele Scripte verfügbar.